# .gm
.gm je internetová národní doména nejvyššího řádu pro Gambii.